# 格德维达斯
格德维达斯（或埃迪维达斯，立陶宛語：（被认为在1253年已逝世）是道斯普伦加斯之子，立陶宛国王明道加斯的侄子。格德维达斯同他的兄弟陶特维拉斯和姑丈维金塔斯发起内战反对明道加斯。但格德维达斯在其中只起到次要作用，格德维达斯的兄弟和姑丈更加积极。这场内战导致明道加斯获得加冕。
1248年，明道加斯派陶特维拉斯、埃迪维达斯和维金塔斯攻打斯摩棱斯克，并保证他们攻下来的土地归他们所有。他们在普罗特瓦河击败莫斯科公爵，但败给弗拉基米尔-苏兹达尔公爵。听到战败消息，明道加斯就夺走了他们的土地，并宣称这些土地为他所拥有。1249年初，陶特维拉斯、格德维达斯和维金塔斯逃到陶特维拉斯的妹夫加利西亚的丹尼尔那里。他们组成了包括萨莫吉希亚人、利沃尼亚骑士团和沃里希连的瓦西里科在内的，反明道加斯的强大联盟。于是爆发内战。丹尼尔和利沃尼亚骑士团组织几次对明道加斯土地的进攻。
为挫败同盟，明道加斯同意昄依基督教，并割让西立陶宛的部分土地，因此作为回报，他也得到王位。这样利沃尼亚骑士团就成为他的盟友。陶特维拉斯和剩余的盟友打入沃鲁塔以攻击明道加斯，沃鲁塔这个地方有时被认为是立陶宛的第一个首都。这次攻击失败，陶特维拉斯的军队撤到维金塔斯的一个城堡（现位于列塔瓦斯地区）中自卫。这时哪一方也没有一定胜利的把握，但维金塔斯在1253年去世了，陶特维拉斯被迫逃到哈利奇那里。在那里他帮助丹尼尔进攻波希米亚，但并不成功。这是文献中最后一次提到格德维达斯，历史学家认为他在战斗中丧生。  